# Tipografija
Tipografija je umjetnost i vještina oblikovanja teksta s pomoću raznih tipova slova, različitih veličina slova i različitih proreda (vodoravnih i okomitih) između slova. Tipografijom se služe slovoslagari, grafički montažeri, tipografi, grafički dizajneri, umjetnički direktori i kaligrafi. Do današnjeg digitalnog doba tipografija je bila posebna specijalizirana djelatnost. Digitalno je doba novim generacijama dizajnera i ostalim korisnicima otvorilo potpuno nove mogućnosti u korištenju tipografije.

## Povijest i etimologija
Riječ tipografija složenica je grčkih riječi τύπος (typos = forma ili žig) i γράφειν (grafein = pisati). Tipografija svoje korijene vuče iz prvih izbušenih kalupa (matica za odljevke) koji su se koristili za izradu pečata i kovanica još u antici. Tipografija s pokretnim metalnim modulom pojavila se u XIII. stoljeću u Koreji. U Europi je razvoj tipografije krenuo od sredine XV. stoljeća razvojem tiskarstva.

## Čitljivost i čitkost
Termini čitljivost i čitkost često se miješaju. Termin čitljivost najčešće se i najpravilnije koristi da opiše lakoću s kojom se pisani jezik čita i razumije te podrazumijeva teškoću jezika samog po sebi, a ne njegova izgleda. To je više psiholingvistička nego tipografska tema. Faktori koji utječu na čitljivost uključuju rečeničnu dužinu, dužinu riječi kao i učestalost neuobičajenih riječi. Kao suprotnost, čitkost opisuje kako lako i ugodno kucan tekst može biti čitan. To nije povezano sa sadržajem ili jezikom, već je povezano s veličinom i izgledom pisanog i prikazanog teksta.

## Pisma
Danas postoje tisuće tipografskih pisama. Pismo se pojavljuje u velikom rasponu oblika i veličina, koje se mjere tipografskim točkama.

### Antikva
Slova ovoga pisma završavaju crticama, zvanim serifima. Serifi tvore vezu između slova, čime je olakšano povezivanje slova u riječi.

### Grotesk
Slova ovoga pisma nemaju serife (crtice na završetku). Teže se čitaju od slova s crticom.

## Slaganje
Slaganje se danas uglavnom obavlja kompjuterski, s pomoću programa za stolno izdavaštvo i sustava poput LaTeXa. Odredi se vrsta slova i geometrija teksta, a ispravci se rade na ekranu. Laserski pisač, povezan s kompjuterom, otiskuje slova na tiskarski fotosenzitivni film. 

## Rasprostranjenost
U današnje je doba korištenje i učenje tipografije veoma široko rasprostranjeno i pokriva sve aspekte dizajniranja i raspoređivanja slova (izgled slova i teksta). Tipografija se primjenjuje u izradi postera, signala i bilborda; u poslovnoj komunikaciji; u reklamama; u izradi logotipa; u filmu i na televiziji (kinetička tipografija); kao komponenta industrijskog dizajna na kućnim aparatima, itd. Od digitalizacije tipografski rang aplikacija postaje sve prisutniji, pojavljuje se na web-stranicama, LCD monitorima mobilnih telefona i videoigrama. Sveprisutnost slova navela je tipografe da skuju izraz "Slova su svuda oko nas".

## Reklame
Tipografija je već mnogo vremena vitalan dio promotivnog materijala i reklama. Dizajneri često koriste tipografiju da bi dočarali temu ili raspoloženje u reklami. Slova se često koriste da bi privukla pažnju na određenu reklamu, u kombinaciji s bojom, oblikom i slikom. Danas se tipografija u reklami može odraziti i kao brand određene kompanije. Fontovi se koriste da bi priopćili različite poruke gledateljima, klasičan font služi za snažan karakter, dok se moderniji fontovi koriste za čistiji i prirodniji izgled.